# Triangular III
Triangular III ist ein Jazzalbum von Ralph Peterson, Luques Curtis und Zaccai Curtis. Die am 30. Oktober 2015 im Veranstaltungsort Firehouse 12 in New Haven (Connecticut) entstandenen Aufnahmen erschienen 2016 auf Onyx Music/Truth Revolution Records.

## Hintergrund
In diesem  Live-Set von 2015 stecke eine Miniatur-Hommage an den Pianisten und Komponisten Walter Davis Jr., merkte John Murph an. Davis war ein früher Mentor des Schlagzeugers Ralph Peterson, der diese dritte Ausgabe seiner Triangular-Gruppe leitete. Peterson präsentierte bei dem gemeinsamen Konzert in New Haven drei von Davis’ Originalkompositionen. Dieses Mal präsentierte Peterson in seinem Trio die aufstrebenden Talente der Geschwister Luques Curtis (Bass) und Zaccai Curtis am Piano.  Beide waren zum Zeitpunkt der Aufnahmen Anfang 30; Peterson hatte sie zum ersten Mal in Boston während ihrer Konservatoriumsjahre getroffen, was ihn in die Position eines Bandleader-Mentors versetzte.
Der erste Teil der Triangular-Reihe ging auf die Blue-Note-Session von 1989 mit der Pianistin Geri Allen und Essiet Essiet am Bass  zurück. Es folgte schließlich im Jahr 2000 ein Album mit dem Pianisten David Kikoski und dem Bassisten Gerald Cannon. Die Aufnahmen entstanden, kurz bevor Peterson wegen schwerwiegender gesundheitlicher Probleme ins Krankenhaus eingeliefert wurde. 2019 wirkte Peterson noch bei einem Album der Gebrüder Curtis Brothers, Algorithm (mit Brian Lynch und Donald Harrison).  Der Schlagzeuger starb am 1. März 2021 im Alter von 58 Jahren.

## Titelliste
- Ralph Peterson, Luques Curtis · Zaccai Curtis – Triangular III (Onyx Music, Truth Revolution Records)[6]

1. Uranus	(Walter Davis) 6:23
2. Beatrice (Sam Rivers) 5:11
3. Inner Urge	6:20
4. Backgammon	(Walter Davis) 7:11
5. Manifest Destiny (Zaccai Curtis) 5:58
6. Skylark	7:18
7. 400 Years Ago Tomorrow 	(Walter Davis) 9:30
8. The Art of War 	6:17
9. Moments	 (Zaccai Curtis) 7:33
10. Blues for Chooch	5:33

Die Kompositionen stammen, sofern nicht anders angegeben, von Ralph Peterson.

## Rezeption

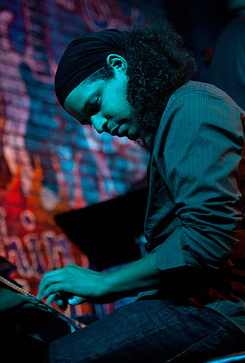
Zaccai Curtis 2014

Nach Ansicht von C. Andrew Howan, der das Album in All About Jazz rezensierte, könne Peterson mit 53 Jahren als ein versierter Jazz-Veteran angesehen werden, der einer neuen Generation von Nachwuchskräften als engagierter Pädagoge großzügig etwas zurückgebe. In diesem Sinne hat er eine neue Klaviertrio-Gruppe mit zwei der besten und klügsten Talente der aktuellen Szene zusammengestellt, dem Pianisten Zaccai Curtis und seinem Bruder Luques Curtis am Bass. Es sei keine Übertreibung zu behaupten, dass dies einer der besten aufgenommenen Momente des Schlagzeugers sein könnte, und es spricht zweifellos Bände in Bezug auf das Potenzial der Curtis-Brüder.
John Murph verlieh dem Album  im Down Beat vier Sterne.
Nste Chinen (The New York Times) schrieb, einige Jazz-Schlagzeuger würden das Gefühl vermitteln, durch einen Groove zu schweben. Ralph Peterson Jr. habe sich auf eine drängende und unter Druck stehende Dynamik spezialisiert: „einen außer Kontrolle geratenen Güterzug, einen Bronco, der aus der Rutsche rast.“ Vor dreißig Jahren stellte ihn diese Intensität in den Mittelpunkt eines harten Wiederauflebens. Es ist immer noch ein starkes Markenzeichen, wie er auf seinem neuen Album "TriAngular III" beweist.